# Steve Marriott
Stephen Peter Marriott, detto Steve (Londra, 30 gennaio 1947 – Arkesden, 20 aprile 1991), è stato un musicista e cantante britannico.

## Biografia
Marriott è stato il frontman di due importanti gruppi rock and roll, gli Small Faces, nel periodo 1965-1969, e gli Humble Pie, dal 1969 al 1975 e poi dal 1980 al 1981. Entrambi i gruppi facevano riferimento alla subcultura mod, di cui è stato uno dei principali esponenti soprattutto con gli Small Faces negli anni '60.
Nel 1991, all'età di 44 anni, è morto a causa di un incendio avvenuto nella sua casa in Essex.
Nel 1996 ha ricevuto un Ivor Novello Award postumo per il suo contributo alla scena musicale britannica.
Nel 2012 è stato inserito postumo nella Rock and Roll Hall of Fame.